# ТЕС Фер'яна
34°54′17.9″ пн. ш. 8°32′23.0″ сх. д. / 34.904972° пн. ш. 8.539722° сх. д.
ТЕС Фер'яна – теплова електростанція в Тунісі. Знаходиться на заході країни неподалік від кордону з Алжиром, за 40 км на південний захід від міста Касерін у місті Фер'яна.
У 2000-х роках, на тлі стрімкого зростання енергоспоживання в країні, вирішили доповнити енергогенеруючі потужності кількома тепловими електростанціями на основі газових турбін, встановлених на роботу у відкритому циклі. Однією з них стала ТЕС Фер'яна, на якій у 2005 році запустили першу турбіну виробництва компанії General Electric типу 9000E потужністю 118 МВт. А в 2009-му станцію доповнили другою турбіною тієї ж компанії потужністю 126 МВт.
Споруджена за технологією відкритого циклу, ТЕС Фер'яна має низький коефіцієнт паливної ефективності – 29%, поступаючись не лише станціям комбінованого циклу, але і ряду туніських конденсаційних електростанцій.